# Roxy Fest
El Roxy Fest o Guadalajara Roxy Fest es un festival de música y arte gastronómico realizado en la capital de Jalisco. Es organizado principalmente por Jacobo Márquez y Santiago Valencia, dos productores independientes procedentes de esta ciudad. El objetivo según sus organizadores es crear un festival boutique pensado para el público adulto, además de ampliar el panorama del entretenimiento en Guadalajara. Dos de las características que han hecho destacar al festival es su propuesta gastronómica, ya que en cada edición han invitado a artistas culinarios destacados de la Perla de Occidente y que en cada edición se pretende homenajear a un reconocido artista internacional, ejemplo de ello es David Bowie en la edición de 2017 o Freddie Mercury en 2018.
La primera edición del Roxy Fest se llevó a cabo el sábado 1 de abril en el Parque Trasloma, sede de otros festivales como Cosquín Rock México, Anagrama y Coordenada. Los asistentes del Roxy en 2017 fueron aproximadamente 22,000 personas, por lo que está considerado como el festival independiente mexicano más exitoso en su primera edición. A partir de 2018 el evento cambia su sede a Terraza Vallarta, ya que el Trasloma dejó de funcionar como sede para eventos masivos.
Se ha consolidado en el gusto del público por la gran variedad y calidad de artistas presentes en sus carteles, pues entre ellos ha figurado Morrisey, Placebo, Empire Of The Sun, James, Smash Mouth, Fito Páez, LCD Sounsystem, Incubus, Richard Ashcroft, Sublime With Rome, Franz Ferdinand y Erasure por mencionar algunos.

## Historia
Guadalajara vivió en 2017 el nacimiento de muchos festivales de gran calidad, empezando por el Cosquín Rock México, traído desde Córdoba en Argentina, el Anagrama Fest producido por los encargados del Hellow Festival en Monterrey y el Roxy Fest, un festival tapatío planeado durante dos años por productores independientes. Todos estos festivales enriquecieron la oferta musical presente en la ciudad, que hasta ese entonces sólo contaba con eventos como Coordenada y el Revolution Fest. 
El Roxy se desarrolló el sábado 1 de abril en el Parque Trasloma, una semana después del Anagrama Fest, que tuvo su primera edición el sábado 25 de marzo de igual forma en el Trasloma. Según datos de los organizadores en la primera edición del Roxy asistieron cerca de 22,000 asistentes, de los cuales el 35% no provenían de la ciudad sede.

## Roxy Fest 2017
La primera edición del Roxy Fest se desarrolló el sábado 1 de abril de 2017 en Parque Trasloma.

### Alineación
- Morrissey
- Placebo
- Empire Of The Sun
- James
- Smash Mouth
- Fito Páez
- Hiromi: The Trio Project
- Hercules & Love Affair
- Hot Chip
- Caloncho
- Siddhartha
- Space Oddity: David Brighton
- Maite Hontelé
- Elsa y Elmar

## Roxy Fest 2018
La segunda edición del Roxy Fest se desarrolló el sábado 21 de abril de 2018 en Terraza Vallarta.

### Alineación
- LCD Soundsystem
- Incubus
- Richard Ashcroft
- Sublime With Rome
- Franz Ferdinand
- Peter Murphy
- Erasure
- Antonio Sánchez & Migration
- La Unión
- Cuarteto de Nos
- God Save The Queen
- Jonáz
- Liniker e os Caramelows
- Technicolor Fabrics
- Crew Peligrosos
- The Last Internationale
- The Warning
- Icari
- La Toma
- DJ Cheto
- Roxy Hip Hop Jazz

## Roxy Fest 2019
La tercera edición del festival tapatío fue anunciada para el sábado 23 de febrero de 2019 en Terraza Vallarta, teniendo como banda homenajeada a The Beatles.

### Alineación
- Stone Temple Pilots
- Caifanes
- Bush
- Live
- 311
- 2 Many DJ's
- Future Islands
- Soul Asylum
- Daniel Habif
- Nacha Pop
- Jade Bird
- The Fab Four
- Jesse Báez
- Robert DeLong
- Goodnight Japan
- Centavrvs
- Buffalo Blanco
- Les Deuxluxes
- Fémina
- Troker
- Ooh Lala!!
- Nunca Jamás
- Dan Marshall
- Cobra Kai
- Noah Pino Palo
- Ëda
- Juan Pablo Pelonsan
- César Cosío DJ Set